# ピオリア・チーフス
ピオリア・チーフス（Peoria Chiefs）は、アメリカ合衆国イリノイ州ピオリアに本拠地をおくマイナーリーグの野球チーム。MLBのセントルイス・カージナルス傘下A+級チームでミッドウェストリーグ西地区に所属している。本拠地球場はドーザー・パーク。

## 歴史
1983年にカリフォルニア・エンゼルス傘下A級の球団として、ピオリア・サンズのチーム名で設立。
1984年にピオリア・チーフスに名称変更し、のちにMLBの監督を歴任するジョー・マドンが監督に就任。
1985年からシカゴ・カブスの傘下となった。
1995年からセントルイス・カージナルスの傘下となった。
2002年5月にピオリアのダウンタウンにあるオブライエン・フィールド（2013年にドーザー・パークに改称）に移転。新球場初年度にチームはリーグ初優勝を飾った。
2005年から再びシカゴ・カブスの傘下となった。
2007年にはアメリカ野球殿堂入り選手であるライン・サンドバーグが監督に就任。2008年まで2年間務めた。また、彼がシカゴ・カブス在籍時に着けていた背番号「23」はチームの永久欠番になっている。
2013年から再びセントルイス・カージナルスの傘下となった。

## 過去の主な所属選手
- アルバート・プホルス
- ウォーリー・ジョイナー
- グレッグ・マダックス
- ケリー・ウッド
- ココ・クリスプ
- サンディ・アルカンタラ
- ジェイソン・モット
- ジェローム・ウォルトン
- ジョー・ジラルディ
- ジョシュ・ドナルドソン
- スコット・ウィリアムソン
- ダン・ヘイレン
- DJ・ルメイユ
- デボン・ホワイト
- ノマー・ガルシアパーラ
- ハビアー・バエズ
- プラシド・ポランコ
- ポール・デヨング
- マーク・グレース
- ヤディアー・モリーナ
- ラファエル・パルメイロ
- リック・サトクリフ